# Selección de fútbol de Yugoslavia
La selección de fútbol de Yugoslavia fue el equipo representativo de dicho país en las competiciones oficiales. Gestionada por la Asociación de Fútbol de Yugoslavia, era miembro de la UEFA. El equipo nacional representó, entre 1920 y 1992, a las distintas denominaciones del estado de Yugoslavia, que agrupaba a los actuales estados de Bosnia y Herzegovina, Croacia, Eslovenia, Macedonia del Norte, Montenegro, Serbia y el disputado Kosovo.
Fue uno de los equipos más exitosos de Europa durante gran parte del siglo XX. Se formó tras la creación del Reino de los Serbios, Croatas y Eslovenos (que en 1929 se denominaría oficialmente Reino de Yugoslavia). Su debut tuvo lugar en los Juegos Olímpicos de Amberes 1920, donde fueron derrotados 7-0 por la selección de fútbol de Checoslovaquia. El mismo marcador se repitió en dos encuentros siguientes con Uruguay en los Juegos Olímpicos de París 1924 y con Checoslovaquia en 1925. Yugoslavia fue uno de los cuatro primeros países europeos en participar en una Copa Mundial de Fútbol; llegó a la semifinal del primer torneo (1930), cayendo en dicha instancia con Uruguay por 6 a 1 y este logro sería repetido en 1962. A nivel continental, obtuvo el segundo lugar en dos Eurocopas (1960 y 1968). La selección yugoslava también alcanzó la medalla de plata en los Juegos Olímpicos de Londres 1948 —una selección amateur obtuvo el oro en 1960, pero no se considera oficial—.
Tras las Guerras Yugoslavas, diversos estados nacieron de Yugoslavia y crearon nuevas selecciones internacionales. Debido a dicho conflicto y al embargo internacional instaurado en su contra, su participación en la Eurocopa 1992 fue cancelada diez días antes del inicio del torneo. Ese mismo año se jugó el último partido de la Yugoslavia socialista, aunque en años sucesivos dicho seleccionado siguió existiendo como la selección de la República Federal de Yugoslavia (compuesta por Serbia y Montenegro), entre 1992 y 2003.
La hoy Selección de fútbol de Serbia se considera como la única sucesora de lo hecho por la Selección de Yugoslavia desde 1930 hasta 2006, tal como puede observarse en la Tabla histórica de los Mundiales de Fútbol, en la cual aparece la Selección de Serbia en el puesto décimo tercero (número 13).

## Sucesores
Con la desintegración de Yugoslavia, el equipo se dividió en varias selecciones:
- Selección de fútbol de Croacia, fundada en 1990 de forma no oficial. Fundada oficialmente en 1992.
- Selección de fútbol de Eslovenia, fundada en 1992
- Selección de fútbol de Macedonia del Norte, fundada en 1993.
- Selección de fútbol de Bosnia y Herzegovina, fundada en 1993.
- Selección de fútbol de Serbia y Montenegro, surgida en 1992 como continuación del equipo que quedó tras la separación de las distintas repúblicas como resultado de la guerra civil. Participó bajo el nombre de “República Federal de Yugoslavia” o simplemente como "Yugoslavia. Estuvo bajo sanciones internacionales; disputó su primer partido oficial en 1994 y participó en un torneo oficial en 1996. En 2003, cambio de nombre a “Serbia y Montenegro” y finalizó en 2006 con la Copa Mundial en Alemania. Este certamen tuvo lugar días después de la disolución de Serbia y Montenegro como país, con la declaración de independencia de este último. Después del Mundial, se constituyeron:
  -  Selección de fútbol de Montenegro, fundada en 2007 como una selección nueva
  -  Selección de fútbol de Serbia, surgida en 2006 como continuación de la selección serbomontenegrina.
  -  Selección de fútbol de Kosovo: la independencia de este país no es reconocida por Serbia ni por varios países alrededor del mundo. El 3 de mayo de 2016 Kosovo ingresó oficialmente a la UEFA y, el 13 de ese mismo mes, fue admitido dentro de la FIFA para disputar futuras eliminatorias para el Mundial.[2][3]

La FIFA reconoce al seleccionado serbio como el sucesor oficial tanto del equipo de Yugoslavia y como el de Serbia y Montenegro, manteniendo sus resultados y logros deportivos.
De los equipos surgidos tras la desintegración de Yugoslavia, Croacia ha sido el más exitoso a la fecha. Se ha clasificado para 5 Copas Mundiales, ha obtenido el tercer lugar en Francia 1998, en Catar 2022 y fue finalista en Rusia 2018. Serbia logró participar en 4 torneos: en 1998 como la RF Yugoslavia, en 2006 como Serbia y Montenegro, y en 2010 y 2018 ya como Serbia. Eslovenia participó en dos (2002 y 2010). Bosnia, por su parte, clasificó por primera vez en 2014 para el Mundial de Brasil, donde fue eliminada en la primera fase. Macedonia del Norte participó por primera vez en un torneo internacional en la Eurocopa 2020. Tanto Kosovo como Montenegro aún no han podido clasificarse para Mundial ni a las fases de alguna edición de la Eurocopa.

## Últimos partidos
| Fecha      | Ciudad     | Local       | Resultado | Visitante         | Competición                 |
| ---------- | ---------- | ----------- | --------- | ----------------- | --------------------------- |
| 27-03-1991 | Belgrado   | Yugoslavia  | 4:1       | Irlanda del Norte | Clasificación Eurocopa 1992 |
| 01-05-1991 | Belgrado   | Yugoslavia  | 1:2       | Dinamarca         | Clasificación Eurocopa 1992 |
| 16-05-1991 | Belgrado   | Yugoslavia  | 7:0       | Islas Feroe       | Clasificación Eurocopa 1992 |
| 16-10-1991 | Landskrona | Islas Feroe | 0:2       | Yugoslavia        | Clasificación Eurocopa 1992 |
| 13-11-1991 | Viena      | Austria     | 0:2       | Yugoslavia        | Clasificación Eurocopa 1992 |

## Estadísticas

### Juegos Olímpicos
| Juegos Olímpicos                                                                                         | Juegos Olímpicos              | Juegos Olímpicos              | Juegos Olímpicos              | Juegos Olímpicos              | Juegos Olímpicos              | Juegos Olímpicos              | Juegos Olímpicos              |
| Año | Ronda                         | J                             | G                             | E                             | P                             | GF                            | GC                            |
| --- | ----------------------------- | ----------------------------- | ----------------------------- | ----------------------------- | ----------------------------- | ----------------------------- | ----------------------------- |
| 1908 | No existía la selección       | No existía la selección       | No existía la selección       | No existía la selección       | No existía la selección       | No existía la selección       | No existía la selección       |
| 1912 | No existía la selección       | No existía la selección       | No existía la selección       | No existía la selección       | No existía la selección       | No existía la selección       | No existía la selección       |
| 1920 | Primera fase                  | 1                             | 0                             | 0                             | 1                             | 0                             | 7                             |
| 1924 | Primera fase                  | 1                             | 0                             | 0                             | 1                             | 0                             | 7                             |
| 1928 | Octavos de final              | 1                             | 0                             | 0                             | 1                             | 1                             | 2                             |
| 1932 | No hubo competición de fútbol | No hubo competición de fútbol | No hubo competición de fútbol | No hubo competición de fútbol | No hubo competición de fútbol | No hubo competición de fútbol | No hubo competición de fútbol |
| 1936 | No participó                  | No participó                  | No participó                  | No participó                  | No participó                  | No participó                  | No participó                  |
| 1948 | Subcampeón                    | 4                             | 3                             | 0                             | 1                             | 13                            | 6                             |
| Desde 1952 los Juegos Olímpicos los disputan selecciones amateurs, y a partir de 1992 selecciones sub-23 |                               |                               |                               |                               |                               |                               |                               |
| Total | 4/7                           | 7                             | 3                             | 0                             | 4                             | 14                            | 22                            |

### Copa Mundial de Fútbol
| Año                                   | Ronda            | J            | G            | E            | P            | GF           | GC           |
| ------------------------------------- | ---------------- | ------------ | ------------ | ------------ | ------------ | ------------ | ------------ |
| 1930                                  | Cuarto lugar     | 3            | 2            | 0            | 1            | 7            | 7            |
| 1934                                  | No clasificó     | No clasificó | No clasificó | No clasificó | No clasificó | No clasificó | No clasificó |
| 1938                                  | No clasificó     | No clasificó | No clasificó | No clasificó | No clasificó | No clasificó | No clasificó |
| 1950                                  | Fase de grupos   | 3            | 2            | 0            | 1            | 7            | 3            |
| 1954                                  | Cuartos de final | 3            | 1            | 1            | 1            | 2            | 3            |
| 1958                                  | Cuartos de final | 4            | 1            | 2            | 1            | 7            | 7            |
| 1962                                  | Cuarto lugar     | 6            | 3            | 0            | 3            | 10           | 7            |
| 1966                                  | No clasificó     | No clasificó | No clasificó | No clasificó | No clasificó | No clasificó | No clasificó |
| 1970                                  | No clasificó     | No clasificó | No clasificó | No clasificó | No clasificó | No clasificó | No clasificó |
| 1974                                  | Segunda Fase     | 6            | 1            | 2            | 3            | 12           | 7            |
| 1978                                  | No clasificó     | No clasificó | No clasificó | No clasificó | No clasificó | No clasificó | No clasificó |
| 1982                                  | Primera Fase     | 3            | 1            | 1            | 1            | 2            | 2            |
| 1986                                  | No clasificó     | No clasificó | No clasificó | No clasificó | No clasificó | No clasificó | No clasificó |
| 1990                                  | Cuartos de final | 5            | 3            | 1            | 1            | 8            | 6            |
| Véase República Federal de Yugoslavia |                  |              |              |              |              |              |              |
| Total                                 | 8/14             | 33           | 14           | 7            | 12           | 55           | 42           |

### Eurocopa
| Eurocopa                              | Eurocopa                                                        | Eurocopa                                                        | Eurocopa                                                        | Eurocopa                                                        | Eurocopa                                                        | Eurocopa                                                        | Eurocopa                                                        |
| Año                                   | Ronda                                                           | J                                                               | G                                                               | E                                                               | P                                                               | GF                                                              | GC                                                              |
| ------------------------------------- | --------------------------------------------------------------- | --------------------------------------------------------------- | --------------------------------------------------------------- | --------------------------------------------------------------- | --------------------------------------------------------------- | --------------------------------------------------------------- | --------------------------------------------------------------- |
| 1960                                  | Subcampeón                                                      | 2                                                               | 1                                                               | 0                                                               | 1                                                               | 6                                                               | 6                                                               |
| 1964                                  | No clasificó                                                    | No clasificó                                                    | No clasificó                                                    | No clasificó                                                    | No clasificó                                                    | No clasificó                                                    | No clasificó                                                    |
| 1968                                  | Subcampeón                                                      | 3                                                               | 1                                                               | 1                                                               | 1                                                               | 2                                                               | 3                                                               |
| 1972                                  | No clasificó                                                    | No clasificó                                                    | No clasificó                                                    | No clasificó                                                    | No clasificó                                                    | No clasificó                                                    | No clasificó                                                    |
| 1976                                  | Cuarto lugar                                                    | 2                                                               | 0                                                               | 0                                                               | 2                                                               | 4                                                               | 7                                                               |
| 1980                                  | No clasificó                                                    | No clasificó                                                    | No clasificó                                                    | No clasificó                                                    | No clasificó                                                    | No clasificó                                                    | No clasificó                                                    |
| 1984                                  | Fase de grupos                                                  | 3                                                               | 0                                                               | 0                                                               | 3                                                               | 2                                                               | 10                                                              |
| 1988                                  | No clasificó                                                    | No clasificó                                                    | No clasificó                                                    | No clasificó                                                    | No clasificó                                                    | No clasificó                                                    | No clasificó                                                    |
| 1992                                  | Clasificado. Descalificado por la Resolución de Naciones Unidas | Clasificado. Descalificado por la Resolución de Naciones Unidas | Clasificado. Descalificado por la Resolución de Naciones Unidas | Clasificado. Descalificado por la Resolución de Naciones Unidas | Clasificado. Descalificado por la Resolución de Naciones Unidas | Clasificado. Descalificado por la Resolución de Naciones Unidas | Clasificado. Descalificado por la Resolución de Naciones Unidas |
| Véase República Federal de Yugoslavia |                                                                 |                                                                 |                                                                 |                                                                 |                                                                 |                                                                 |                                                                 |
| Total                                 | 4/9                                                             | 10                                                              | 2                                                               | 1                                                               | 7                                                               | 14                                                              | 26                                                              |

## Uniforme
| 1930 | 1950-1962 | 1974 | 1982 |  | 1984 | 1990 | 1992 | 1998 |

## Jugadores

### Partidos disputados

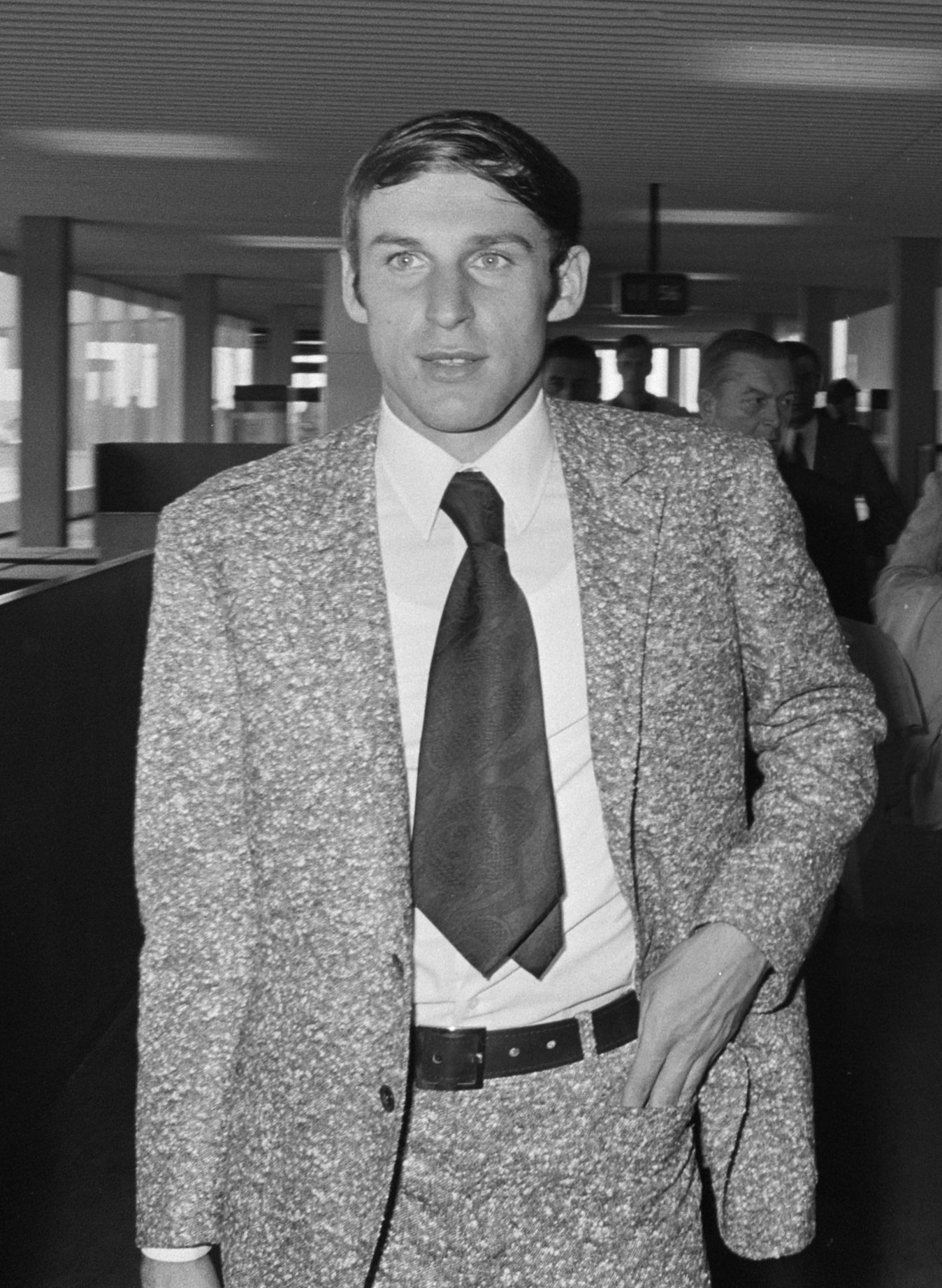
Dragan Džajić es el jugador con más partidos internacionales en la historia de Yugoslavia con 85 partidos internacionales.

A continuación se muestran los futbolistas que más partidos disputaron con la selección yugoslava:
| #  | Nombre              | Periodo     | Partidos | Goles |
| -- | ------------------- | ----------- | -------- | ----- |
| 1  | Dragan Džajić       | 1964 – 1979 | 85       | 23    |
| 2  | Zlatko Vujović      | 1979 – 1990 | 70       | 25    |
| 3  | Faruk Hadžibegić    | 1982 – 1992 | 65       | 6     |
| 4  | Branko Zebec        | 1951 – 1961 | 65       | 17    |
| 5  | Stjepan Bobek       | 1946 – 1956 | 63       | 38    |
| 6  | Branko Stanković    | 1946 – 1956 | 61       | 3     |
| 7  | Ivica Horvat        | 1946 – 1956 | 60       | 0     |
| 8  | Vladimir Beara      | 1950 – 1959 | 59       | 0     |
| 9  | Rajko Mitić         | 1946 – 1957 | 59       | 32    |
| 10 | Bernard Vukas       | 1948 – 1957 | 59       | 22    |
| 11 | Vujadin Boškov      | 1951 – 1958 | 57       | 0     |
| 12 | Blagoje Marjanovic  | 1926 – 1938 | 57       | 36    |
| 13 | Jovan Aćimović      | 1968 – 1976 | 55       | 3     |
| 14 | Zlatko Čajkovski    | 1946 – 1955 | 55       | 7     |
| 15 | Fahrudin Jusufi     | 1959 – 1967 | 55       | 0     |
| 16 | Mehmed Baždarević   | 1982 – 1992 | 54       | 4     |
| 17 | Ivica Šurjak        | 1973 – 1982 | 54       | 10    |
| 18 | Safet Sušić         | 1977 – 1990 | 54       | 21    |
| 19 | Milorad Arsenijević | 1927 – 1936 | 52       | 0     |
| 20 | Dragan Holcer       | 1965 – 1974 | 52       | 0     |
| 21 | Tomislav Crnković   | 1952 – 1960 | 51       | 0     |
| 22 | Milan Galić         | 1959 – 1965 | 51       | 37    |
| 23 | Aleksandar Tirnanić | 1929 – 1940 | 50       | 12    |
| 24 | Vladimir Durković   | 1959 – 1966 | 50       | 0     |
| 25 | Milutin Šoškić      | 1959 – 1966 | 50       | 0     |

### Goleadores

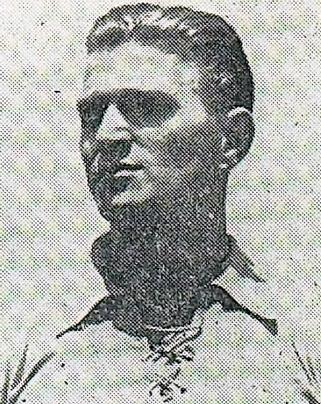
Stjepan Bobek fue el máximo goleador de la historia de la Selección de Yugoslavia con 38 goles.

| Pos. | Nombre             | Goles | Partidos | Pomedio | Periodo   |
| ---- | ------------------ | ----- | -------- | ------- | --------- |
| 1    | Stjepan Bobek      | 38    | 63       | 0.60    | 1946–1956 |
| 2    | Milan Galić        | 37    | 51       | 0.73    | 1959–1965 |
| 2    | Blagoje Marjanović | 37    | 58       | 0.64    | 1926–1938 |
| 4    | Rajko Mitić        | 32    | 59       | 0.54    | 1946–1957 |
| 5    | Dušan Bajević      | 29    | 37       | 0.78    | 1970–1977 |
| 6    | Todor Veselinović  | 28    | 37       | 0.76    | 1953–1961 |
| 7    | Borivoje Kostić    | 26    | 33       | 0.79    | 1956–1964 |
| 8    | Zlatko Vujović     | 25    | 70       | 0.36    | 1970–1977 |
| 9    | Dragan Džajić      | 23    | 84       | 0.27    | 1964–1979 |
| 10   | Bernard Vukas      | 22    | 59       | 0.37    | 1948–1958 |

### Jugadores destacados
La siguiente es una lista de los futbolistas más destacados con, al menos, 15 internacionalidades con la selección yugoslava:
| Procedentes de RS Bosnia-Herzegovina - Dušan Bajević - Mirsad "Žvaka" Baljić - Mehmed Baždarević - Miroslav "Meho" Brozović - Josip Bukal - Mirsad Fazlagić - Džemal Hadžiabdić - Faruk Hadžibegić - Vahid Halilhodžić - Davor Jozić - Josip "Škija" Katalinski - Enver Marić - Muhamed Mujić - Vahidin Musemić - Ivica "Švabo" Osim - Haris Škoro - Blaž "Baka" Slišković - Safet "Pape" Sušić - Franjo Vladić - Zlatko Vujović - Zoran Vujović Procedentes de RS Croacia - Bruno Belin - Rudolf Belin - Stjepan Bobek - Ivan Buljan - Zlatko Čajkovski - Tomislav Crnković - Franjo Glazer - Ivan Gudelj - Ivan Horvat - Tomislav Ivković - Robert Jarni - Dražan Jerković - Jurica Jerković - Mirko Kokotović - Gustav Lehner - Vlatko Marković - Frane Matošić - Jozo Matošić - Vladimir Beara - Marko Mlinarić - Dražen Mužinić - Željko Perušić - Luka Peruzović - Danijel Premerl - Robert Prosinečki - Petar Radaković - Josip Skoblar - Franjo Šoštarić - Ivica Šurjak - Bernard Vukas - Zoran Vulić - Velimir Zajec - Slaven Zambata - Ante Žanetić - Branko Zebec - Aleksandar Živković Procedentes de RS Macedonia - Darko Pančev - Dragoslav Šekularac - Vujadin Stanojković - Ilija Najdoski Procedentes de RS Montenegro - Dragoljub Brnović - Ljubomir Radanović - Dejan Savićević - Predrag Mijatović | Procedentes de RS Serbia - Jovan "Kule" Aćimović - Milorad Arsenijević - Aleksandar Atanacković - Nenad Bjeković - Vladislav "Bleki" Bogićević - Vujadin Boškov - Zvezdan Čebinac - Ivan Ćurković - Predrag Đajić - Dragan Džajić - Vladimir Durković - Milan Galić - Svetislav Glišović - Dragan Holcer - Milutin Ivković - Živorad Jevtić - Miodrag Jovanović - Bora Kostić - Dobrosav Krstić - Vojin Lazarević - Blagoje "Moša" Marjanović - Vojislav Melić - Siniša Mihajlović - Jovan Miladinović - Miloš Milutinović - Rajko Mitić - Tihomir Ognjanov - Dragan Pantelić - Blagoje Paunović - Miroslav Pavlović - Ilija Pantelić - Aleksandar Petaković - Ilija Petković - Ognjen "Olja" Petrović - Vladimir "Pižon" Petrović - Vladica Popović - Zdravko Rajkov - Spasoje Samardžić - Slobodan Santrač - Branislav Sekulić - Miloš Šestić - Milutin Šoškić - Ljubiša Spajić - Jovan Spasić - Predrag Spasić - Branko Stanković - Dejan Stanković - Dragoslav Stepanović - Dragan "Piksi" Stojković - Nenad Stojković - Silvester Takač - Aleksandar Tirnanić - Velibor Vasović - Todor Veselinović - Fadil Vokrri - Đorđe Vujadinović - Dobrivoje Zečević - Fahrudin Jusufi Procedentes de RS Eslovenia - Srečko Katanec - Maksimilijan Mihelčič - Branko Oblak - Danilo Popivoda |

## Palmarés

### Selección absoluta
- Subcampeones Eurocopa (2): 1960 y 1968.
- Copa de los Balcanes (2): 1934/35 y 1935.

#### Otros Títulos
- Copa del Rey Alexander (5): 1923, 1927, 1928, 1929 y 1930.
- Copa del Rey Carol: 1937.

### Selección Amateur
- Copa de la UEFA Amateur (1): 1974 y 1978.

### Selección Olímpica
- Juegos Olímpicos
  - Medalla de oro en 1960.
- Challenge Cup de Selecciones Sub-23: 1968, 1969, 1969 y 1970.

### Selección sub-21
- Eurocopa Sub-21 (1): 1978.
- Torneo Esperanzas de Toulon (1): 1982.

### Selección Sub-20 (Sub-19 en UEFA)
- Copa Mundial de Fútbol Juvenil (1): 1987.
- Campeonato Europeo Juvenil (2): 1951 y 1979.

## Entrenadores
| Seleccionador                                                                   | Periodo   | Partidos | PG | PE | PP | En torneos mayores                                                 |
| ------------------------------------------------------------------------------- | --------- | -------- | -- | -- | -- | ------------------------------------------------------------------ |
| Veljko Ugrinić                                                                  | 1920–1924 | 10       | 3  | 1  | 6  |                                                                    |
| Todor Sekulić                                                                   | 1924      | 1        | 0  | 0  | 1  |                                                                    |
| Dušan Zinaja                                                                    | 1924–1925 | 3        | 0  | 0  | 3  |                                                                    |
| Ante Pandaković                                                                 | 1926–1930 | 19       | 7  | 2  | 10 |                                                                    |
| Boško Simonović                                                                 | 1930–1932 | 24       | 12 | 1  | 11 | Copa Mundial 1930 – Cuarto lugar                                   |
| Branislav Veljković                                                             | 1933      | 6        | 3  | 1  | 2  |                                                                    |
| Boško Simonović                                                                 | 1933–1934 | 6        | 3  | 1  | 2  |                                                                    |
| Ivo Šuste Mata Miodragović Petar Pleše                                          | 1934–1935 | 6        | 3  | 0  | 3  |                                                                    |
| Boško Simonović                                                                 | 1935      | 5        | 3  | 2  | 0  |                                                                    |
| Nikola Simić                                                                    | 1936      | 4        | 1  | 1  | 2  |                                                                    |
| Svetozar Popović                                                                | 1937–1938 | 13       | 4  | 5  | 4  |                                                                    |
| Boško Simonović                                                                 | 1939      | 4        | 1  | 0  | 3  |                                                                    |
| Svetozar Popović                                                                | 1939      | 1        | 0  | 0  | 1  |                                                                    |
| Boško Simonović                                                                 | 1939–1940 | 4        | 1  | 1  | 2  |                                                                    |
| Svetozar Popović                                                                | 1940–1941 | 3        | 1  | 2  | 0  |                                                                    |
| Milorad Arsenijević Aleksandar Tirnanić                                         | 1946–1948 | 18       | 12 | 1  | 5  |                                                                    |
| Milorad Arsenijević                                                             | 1949–1952 | 23       | 15 | 3  | 5  | Copa Mundial 1950 – Fase de grupos                                 |
| Milorad Arsenijević Aleksandar Tirnanić Leo Lemešić                             | 1952–1954 | 18       | 14 | 2  | 2  |                                                                    |
| Aleksandar Tirnanić Branko Pešić Leo Lemešić Franjo Wölfl Milovan Ćirić         | 1954      | 9        | 5  | 2  | 2  | Copa Mundial 1954 – Cuartos de final                               |
| Aleksandar Tirnanić                                                             | 1955–1958 | 34       | 13 | 11 | 10 | Copa Mundial 1958 – Cuartos de final                               |
| Aleksandar Tirnanić Dragomir Nikolić Ljubomir Lovrić                            | 1959–1961 | 29       | 16 | 8  | 5  | Eurocopa 1960 – Subcampeón                                         |
| Ljubomir Lovrić Prvoslav Mihajlović Hugo Ruševljanin                            | 1961–1963 | 22       | 15 | 2  | 5  | Copa Mundial 1962 – Cuarto lugar                                   |
| Ljubomir Lovrić Hugo Ruševljanin                                                | 1963–1964 | 7        | 5  | 0  | 2  |                                                                    |
| Ljubomir Lovrić                                                                 | 1964      | 11       | 3  | 1  | 7  |                                                                    |
| Aleksandar Tirnanić Milan Antolković Miljan Miljanić Abdulah Gegić              | 1965      | 7        | 2  | 3  | 2  |                                                                    |
| Aleksandar Tirnanić Milan Antolković Miljan Miljanić                            | 1966      | 3        | 1  | 0  | 2  |                                                                    |
| Aleksandar Tirnanić Miljan Miljanić                                             | 1966      | 2        | 0  | 1  | 1  |                                                                    |
| Aleksandar Tirnanić Miljan Miljanić Rajko Mitić Vujadin Boškov Branko Stanković | 1966      | 4        | 2  | 0  | 2  |                                                                    |
| Rajko Mitić                                                                     | 1967–1970 | 34       | 13 | 10 | 11 | Eurocopa 1968 – Subcampeón                                         |
| Vujadin Boškov                                                                  | 1971–1973 | 27       | 10 | 12 | 5  |                                                                    |
| Miljan Miljanić Milan Ribar Sulejman Rebac Tomislav Ivić Milovan Ćirić          | 1973–1974 | 11       | 3  | 3  | 5  | Copa Mundial 1974 – Segunda fase                                   |
| Ante Mladinić                                                                   | 1974–1976 | 15       | 9  | 2  | 4  | Eurocopa 1976 – Cuarto lugar                                       |
| Ivan Toplak                                                                     | 1976–1977 | 8        | 2  | 0  | 6  |                                                                    |
| Marko Valok Stevan Vilotić Gojko Zec                                            | 1977      | 6        | 1  | 2  | 3  |                                                                    |
| Stevan Vilotić                                                                  | 1978      | 2        | 0  | 2  | 0  |                                                                    |
| Slavko Luštica                                                                  | 1978      | 0        | 0  | 0  | 0  |                                                                    |
| Ante Mladinić                                                                   | 1978      | 2        | 0  | 0  | 2  |                                                                    |
| Dražen Jerković                                                                 | 1978      | 1        | 1  | 0  | 0  |                                                                    |
| Miljan Miljanić                                                                 | 1979–1982 | 22       | 18 | 2  | 2  | Copa Mundial 1982 – Primera fase                                   |
| Todor Veselinović                                                               | 1982–1984 | 18       | 9  | 3  | 6  | Eurocopa 1984 – Fase de grupos                                     |
| Miloš Milutinović                                                               | 1984–1985 | 15       | 7  | 3  | 5  |                                                                    |
| Ivan Toplak Ivica Osim                                                          | 1986      | 3        | 1  | 1  | 1  |                                                                    |
| Ivica Osim                                                                      | 1986–1992 | 51       | 27 | 10 | 14 | Copa Mundial 1990 – Cuartos de final Eurocopa 1992 – Descalificado |